# UC-62号潜艇
陛下之UC-62号艇是德意志帝国海军于第一次世界大战期间建造的其中一艘UC-II型近岸布雷潜艇或称U艇。它由不来梅的威悉船厂承建，于1916年12月9日新船下水，至1917年1月8日交付使用。其全长51.85米，水面及水下排水量分别为422吨和504吨，艇载武器则包括三具鱼雷发射管、六具水雷滑射槽以及一门88毫米口径甲板炮。UC-62号入役后曾被部署至驻比利时的佛兰德区舰队，并参与了大西洋潜艇战。通过其九次巡逻，共直接或间接击沉11艘协约国或中立国舰船，容积总吨累计为16735吨。1917年10月14日，UC-62号在泽布吕赫附近的索顿滩不慎触雷沉没，艇内30名官兵全数阵亡。

## 设计
1915年秋天，由于中立国美国的干预，U艇战几乎陷入停顿，导致德国广泛开展《国际法》所允许的水雷战，从而使布雷潜艇的需求量相应增加。德意志帝国海军潜艇监察局（Inspektion des U-Bootwesens）的开发部门留意到了这一点，遂以UB-II型为基础，按照兼顾布雷效率和生产速度的要求，以41号工程的名义设计了UC-II型潜艇。为了弥补前型UC-I型的缺陷，UC-II型艇不仅更大，而且采用双轴推进系统。然而，与前型最主要的区别在于，UC-II型艇重新运用了双壳体结构。但它并非纯粹的双体潜艇，而是一种中间过渡型；因为外层没有封闭耐压壳体，而是作为鞍形水柜附在上方。
UC-62号是64艘UC-II型方案的其中一艘。这个亚型的艇体结构与UB-II型类似，但体积更大，全长为51.85米，并有3.67米的吃水深度；由于不再考虑铁路运输的装载限界，舷宽也得以增至5.22米。其水上和水下排水量分别为422吨和504吨。艇只采用两台猛狮六缸四冲程600匹公制馬力（440千瓦特）柴油机用于水面运行，以及两台620匹公制馬力（460千瓦特）的西门子-舒克特电动发电机用于水下航行；水面最高航速11.9節（22.0每小時），水下7.2節（13.3每小時）；能够在水面以7節（13每小時）航速续航8,000海里（15,000），或以4節（7.4每小時）连续在水下航行59海里（109）而无需充电。其潜没需时约为30秒，能够在50米的深度下运作。
作为布雷潜艇，UC-62号改将六具布雷滑射槽安装在艇体前部，每具储存井内的水雷数量增至3枚，即合共18枚UC200型水雷。布雷时只需将存储井底部的盖板打开，水雷便可凭借自身重量滑入水中。随着滑射槽长度增加，艇体艏楼的上层建筑被抬高，上层建筑与司令塔之间的凹陷处布置了一门88毫米30倍径速射炮作为甲板炮。但由于位置相对较低，火炮甲板在恶劣海况下很容易被涌浪淹没。此外，UC-62号还装备有三具500毫米鱼雷发射管，这极大提升了潜艇的攻击能力。其中艇艏两具外置在两侧、艇艉一具则为内置式，并可搭载合共7枚G6型鱼雷。其标准船员编制为3名军官及23名水兵。

## 历史
1916年1月12日，在海军元帅阿尔弗雷德·冯·提尔皮茨的倡议下，国家海军办公室分别向五家德国造船厂发包第三批次的UC-II型潜艇。UC-62号因此成为不来梅威悉船厂承建的该批次二号艇，建造编号为260。它于1916年4月3日动工、同年12月9日新船下水，至1917年1月8日在曾执掌UC-11号的艇长、海军中尉马克斯·施密茨的指挥下交付使用，随即展开海试。完成海试后，该艇于1917年3月26日被编入驻泽布吕赫的佛兰德区舰队，成为海军佛兰德集团军的一份子。
在近七个月的佛兰德役期中，UC-62号参与了大西洋潜艇战，足迹遍及英吉利海峡和凯尔特海的多处水域。通过其九次布雷及破交战巡逻，UC-62号合共击沉协约国或中立国的10艘商船和1艘辅助军舰，容积总吨累计为16735吨。其中，体积最大的受害者是注册吨位为4718吨的英国货轮格伦斯特雷号（Glenstrae），它于1917年7月28日从海防前往敦刻尔克的途中，在距主教岩西南偏南约66海里（122）处遭施密茨发射鱼雷击沉。唯一遇害的辅助军舰则是注册吨位为247吨、隶属英国皇家海军的武装拖网船大埔号（HMT Taipo），它于1917年6月24日在比奇角至君权灯船之间的水域撞上了由UC-62号布设的水雷而沉没，造成5名船员罹难。1917年10月14日，UC-62号在启程展开新一轮的作战巡逻时，于泽布吕赫对开的索顿滩附近的雷区不慎触雷沉没，艇内30名官兵全数阵亡。

## 袭击历史摘要
| 日期           | 船名           | 船籍         | 吨位 | 结局 |
| -------------- | -------------- | ------------ | ---- | ---- |
| 1917年4月5日   | 成果号         | 英國皇家海軍 | 122  | 击伤 |
| 1917年5月2日   | 北海号         | 荷蘭         | 136  | 击沉 |
| 1917年5月4日   | 尼普顿号       | 荷蘭         | 160  | 击沉 |
| 1917年5月24日  | 芝加哥城号     | 英国         | 2324 | 击伤 |
| 1917年5月30日  | 里斯本号       | 英国         | 1203 | 击沉 |
| 1917年6月24日  | 大埔号         | 英國皇家海軍 | 247  | 击沉 |
| 1917年6月26日  | A·B·谢尔曼号   | 美国         | 611  | 击伤 |
| 1917年6月28日  | 尼奥茨菲尔德号 | 英国         | 1875 | 击沉 |
| 1917年6月28日  | 唐·阿图罗号    | 英国         | 3680 | 击沉 |
| 1917年7月25日  | 瓦尔布德号     | 挪威         | 362  | 击沉 |
| 1917年7月27日  | 卡梅拉号       | 美国         | 1379 | 击沉 |
| 1917年7月28日  | 格伦斯特雷号   | 英国         | 4718 | 击沉 |
| 1917年8月26日  | 查马号         | 挪威         | 608  | 击沉 |
| 1917年10月15日 | 哈特伯恩号     | 英国         | 2367 | 击沉 |

## 脚注
1. 1 2 3  Helgason, Guðmundur. . German and Austrian U-boats of World War I - Kaiserliche Marine - Uboat.net.   [2009-02-23].
2. ↑  Tarrant，第173頁.
3. 1 2 3  Gröner 1991，第31-32頁.
4. 1 2  Helgason, Guðmundur. . German and Austrian U-boats of World War I - Kaiserliche Marine - Uboat.net.   [2015-03-03].
5. ↑  陈进，第48頁.
6. ↑  . Navypedia.   [2022-09-16]. （原始内容存档于2023-01-20）.
7. ↑  陈进，第46頁.
8. ↑  Herzog，第139頁.
9. 1 2  Helgason, Guðmundur. . German and Austrian U-boats of World War I - Kaiserliche Marine - Uboat.net.   [2015-03-03].
10. ↑  Helgason, Guðmundur. . German and Austrian U-boats of World War I - Kaiserliche Marine - Uboat.net.   [2022-11-17].
11. ↑  Helgason, Guðmundur. . German and Austrian U-boats of World War I - Kaiserliche Marine - Uboat.net.   [2022-11-17].